# Степасюк Любов Георгіївна
Любов Георгіївна Степасюк (нар. 23 жовтня 1947) — українська радянська діячка, новатор сільськогосподарського виробництва, бригадир виноградарів винрадгоспу «Веселівський» Кримської області. Кандидат в члени ЦК КПУ в 1986—1990 р.

## Біографія
Освіта середня. У 1966 році закінчила Бердянський технікум виноградарства і виноробства Запорізької області.
У 1966—1967 рр. — працівник відділу кадрів, секретар комітету ЛКСМУ, помічник бригадира виноградарів винрадгоспу «Веселівський» села Веселе Феодосійської міської ради Кримської області. 
З січня 1967 року — бригадир виноградарів винрадгоспу «Веселівський» села Веселе Феодосійської міської ради Кримської області.
Член КПРС з 1975 року.
Потім — бригадир державного підприємства «Морське» села Веселе Судацької міської ради Автономної Республіки Крим.
У 2010 році вибиралася депутатом Веселівської сільської ради Судацької міськради Автономної Республіки Крим. Була членом партії «Сильна Україна».

## Нагороди
- ордени
- медалі